# Le Tub
Pour les articles homonymes, voir TUB.
Le Tub est un tableau au pastel réalisé par le peintre Edgar Degas en 1886, et  mesurant 60 × 80 cm. Il est conservé au Musée d'Orsay à Paris. La période et la technique, le pastel, en font un tableau impressionniste.

## Autres versions

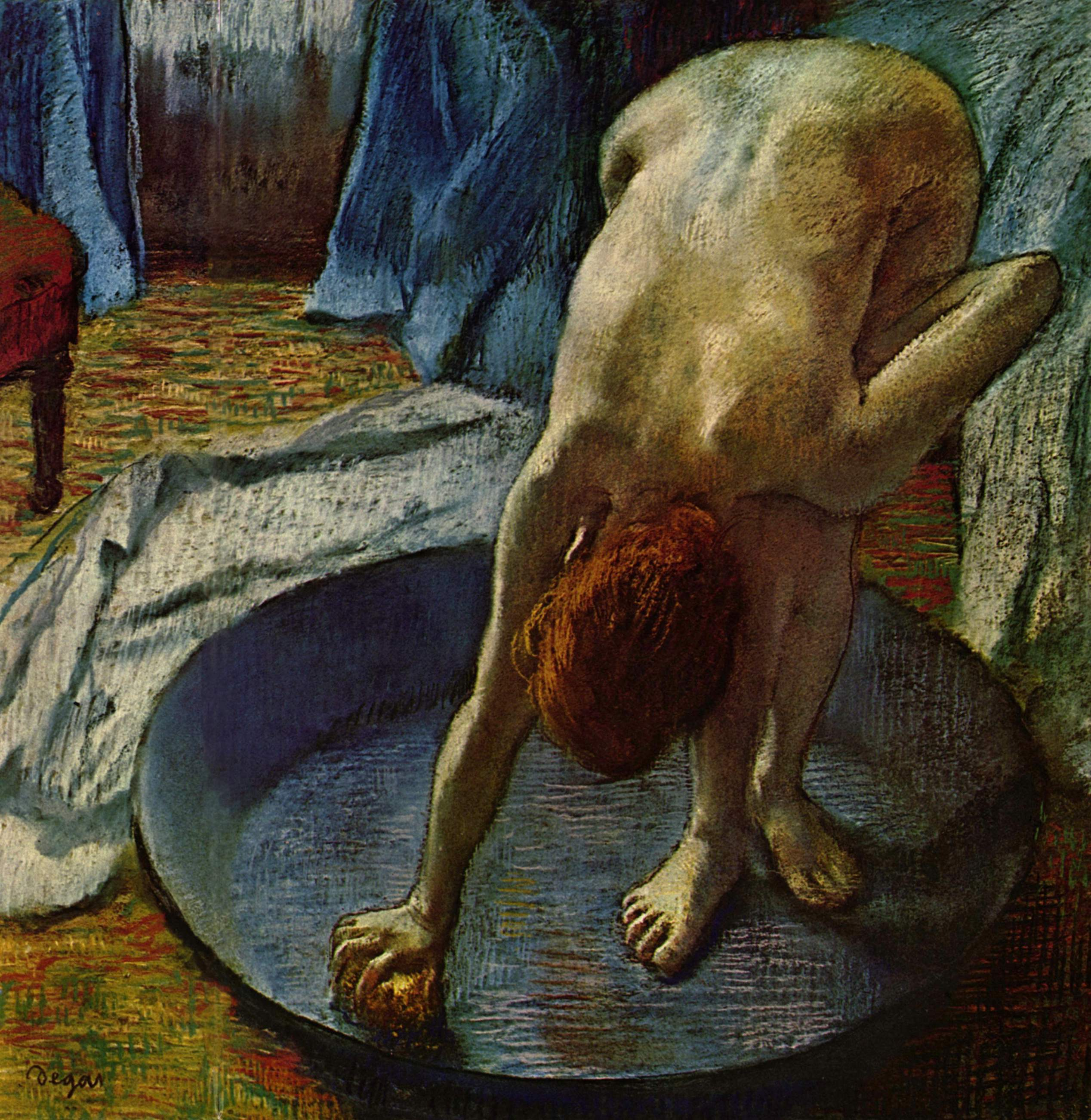
Le Tub, pastel vers 1886
Hill–Stead Museum, Farmington

Degas réalisa en préparation de la huitième et dernière exposition des Impressionnistes en 1886 une « Suite de nus de femmes se baignant, se lavant, se séchant, se frottant, se peignant ou se faisant peigner ». 